# Вэй Шаосюань
Вэй Шаосюань (род. 22 ноября 2000) — китайский лучник, специализирующийся в стрельбе из олимпийского лука. Чемпион мира, участник Олимпийских игр.

## Биография
Вэй Шаосюань родился 22 ноября 2000 года. Он начал заниматься стрельбой из лука в 2012 году в процинции Гирин, когда его заметил тренер Тун Ган.

## Карьера
Его первым международным соревнованием стал этап Кубка мира в Анталии в 2018 году. Вэй Шаосюань занял там 33-е место, выбыв на стадии 1/32 финала. В том же году он принял участие ещё на одном этапе в Солт-Лейк-Сити, где добрался до 1/16 финала. В том же году он принял участие на Азиатских играх в Джакарте, но занял лишь 52-е место в индивидуальном турнире.
В 2019 году Вэй Шаосюань уже в первом матче проиграл на этапе Кубка мира в Анталии, но в Шанхае и Берлине добрался до 1/16 и 1/8 финала, соответственно. Шаосюань принял участие на чемпионате Азии в Бангкоке, где в командном турнире и смешанном парном разряде занял четвёртое место. Также участвовал в индивидуальном первенстве, но выбыл на стадии 1/8 финала из борьбы за медали. На чемпионате мира в Хертогенбосе завоевал золото в команде, достиг 1/8 финала в смешанном парном разряде, а в индивидуальном турнире проиграл уже на стадии 1/32 финала.
В 2021 году вошёл в состав сборной Китая на свои первые Олимпийские игры в Токио. В командном турнире китайцы уже в четвертьфинале проиграли Тайваню и покинули турнир, а в личном турнире Вэй Шаосюань победил в первом матче колумбийца Даниэля Пинеду, но на стадии 1/16 финала проиграл австралийцу Тейлору Ворту.